# Noritaka Funamizu
Noritaka Funanizu talvolta noto con lo pesudonimo Poo (船水 紀孝?, Funamizu Noritaka; 14 dicembre 1965) è un autore di videogiochi e character designer giapponese.

## Biografia
Funamizu fu assunto da Capcom nel 1985. Prima di allora, scrisse per Beep come collaboratore part-time finché non fu invitato in azienda da personale senior. Verso la fine degli anni '80 e fino alla metà degli anni '90, Funamizu progettò e co-progettò diversi giochi arcade dell'azienda, inclusi i giochi della serie Street Fighter nello specifico Super Street Fighter II e la sub-serie Street Fighter Alpha.
Funamizu fu poi promosso a General Manager del Production Studio 1 di Capcom, che produsse diversi titoli arcade e consumer della compagnia. Insieme al produttore Katsuhiro Sudo, lasciò Capcom nell'aprile 2004 per formare Crafts & Meister.

## Contributi
- Gun.Smoke (1985)
- Hyper Dyne Side Arms (1986)
- 1943: The Battle of Midway (1987)
- Forgotten Worlds (1988)
- Dynasty Wars (1989)
- U.N. Squadron (1989)
- 1941: Counter Attack (1990)
- Mega Twins (1990)
- The Legend of Zelda: A Link to the Past (1991)
- Street Fighter II: The World Warrior e revisioni (1991-1993)
- Varth: Operation Thunderstorm (1992)
- Cadillacs and Dinosaurs (1993)
- The Punisher (1993)
- Saturday Night Slam Masters (1993)
- Armored Warriors (1994)
- X-Men: Children of the Atom (1994)
- Street Fighter Alpha: Warriors' Dreams (1995)
- Street Fighter Alpha 2 (1996)
- Super Puzzle Fighter II Turbo (1996)
- Star Gladiator (1996)
- X-Men vs. Street Fighter (1996)
- Mega Man 8 (1996)
- Red Earth (1996)
- Street Fighter III e revisioni (1997-1999)
- Battle Circuit (1997)
- Mega Man X4 (1997)
- Darkstalkers 3 (1997)
- Breath of Fire III  (1997)
- Mega Man Battle & Chase (1997)
- Marvel vs. Capcom: Clash of Super Heroes (1998)
- Street Fighter EX 2 (1998)
- Resident Evil 2 (1998)
- Mega Man & Bass (1998)
- Street Fighter Alpha 3 (1998)
- Tech Romancer (1998)
- Plasma Sword (1998)
- Giga Wing (1999)
- Resident Evil 3: Nemesis (1999)
- SNK vs. Capcom: Card Fighters Clash (1999)
- The Misadventures of Tron Bonne (1999)
- JoJo's Bizarre Adventure (1999)
- Power Stone (1999)
- Magical Tetris Challenge (1999)
- Dino Crisis (1999)
- Strider 2 (1999)
- Project Justice (2000)
- Power Stone 2 (2000)
- Breath of Fire IV (2000)
- Marvel vs. Capcom 2: New Age of Heroes (2000)
- Capcom vs. SNK : Millennium Fight 2000 (2000)
- Resident Evil Code: Veronica (2000)
- The Legend of Zelda: Oracle of Seasons (2001)
- The Legend of Zelda: Oracle of Ages (2001)
- One Piece Mansion (2001)
- Mobile Suit Gundam: Federation vs. Zeon (2001)
- Capcom vs. SNK 2: Mark of the Millennium 2001 (2001)
- Auto Modellista (2002)
- Gotcha Force (2003)
- Devil May Cry 2 (2003)
- Chaos Legion (2003)
- Resident Evil Outbreak (2003)
- Monster Hunter (2004)
- Resident Evil Outbreak File#2 (2004)
- Super Dragon Ball Z (2005)
- Earth Seeker (2011)